# الزرادشتية في الهند
للديانة الزرادشتية تاريخ طويل في الهند، ويعود جذورها إلى الهجرة الأولى من بلاد فارس بعد الفتح الإسلامي لفارس بسبب حملات الإضطهاد التي تعرضوا لها قبل حكام المُسلمين. وفي الوقت نفسه عانت الديانة الزرادشتية من التراجع في بلاد فارس بعد الفتوحات. حدثت الهجرات اللاحقة أيضًا بعد محاولات الصفويين لتحويل رعاياهم إلى المذهب الشيعي، حيث تعرض الزرادشتين إلى القتل والسجن والتحويل القسري إلى الإسلام.
بسبب اضطهاد الزرداشتيين في البلدان الأخرى التي ضمت على مجتمعات زرادشتية والأجواء الليبرالية ورعايتهم من قبل الهند، يعيش اليوم أكبر عدد من الزرادشتيين في العالم في الهند، حيث سُمح للزرادشتيين بلعب دور بارز في الاقتصاد الهندي، والترفيه، والقوات المسلحة، وحركة الاستقلال الهندية خلال حقبة الراج البريطاني. تعتبر المجموعات الزرادشتية إما بارسيَّة أو إيرانية اعتمادًا على وقت الهجرة إلى الهند. في عام 2012 قُدرت أعداد الزرداشتيين في الهند بحوالي 61,000 شخص، ويتواجدون بشكل خاص في كجرات وماهاراشترا. ومن أصل 110,000 إلى 120,000 زرادشتي في العالم، تضم الهند على أكبر عدد من الزرادشتيين في العالم.
لا يزال المجتمع الزرادشتي في الهند واحدًا من أكثر المجموعات شهرة، حيث يلعب المجتمع دورًا في مختلف القطاعات التجارية مثل الصناعة والأفلام والسياسة. يُسمّى المجوسي في الهند «بارسي»، وتُسمّى ديانتهم «الديانة البارسية».

## ديموغرافيا

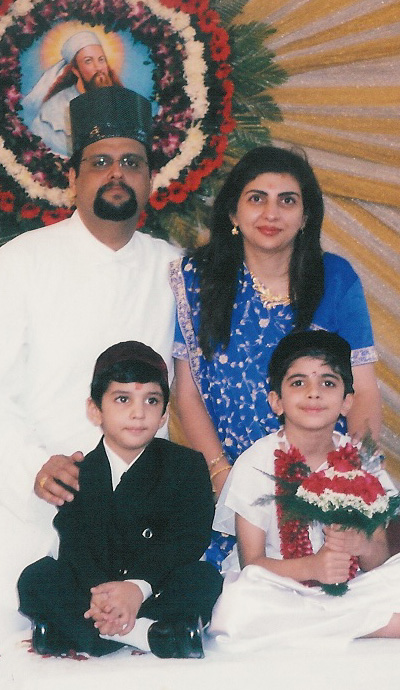
عائلة بارسية هنديَّة في أزياءهم التقليدية.

في التعداد السكاني الهندي لعام 2001، بلغ عدد البارسيين حوالي 69,601 شخص أو حوالي 0.006% من إجمالي سكان الهند، مع تركزهم في مدينة مومباي وحولها. نظرًا لانخفاض معدل المواليد وارتفاع معدل الهجرة، تتوقع الاتجاهات الديموغرافية أنه بحلول عام 2020، سيبلغ عدد  البارسيين حوالي 23,000 شخص أو 0.002% فقط من إجمالي سكان الهند. بحلول عام 2008، كانت نسبة المواليد بالمقارنة مع الوفاة حوالي 1 إلى 5؛ وحوالي 200 ولادة سنوياً بالمقارنة مع 1,000 حالة وفاة سنوياً. وسجل تعداد السكان الهندي لعام 2011 حوالي 57,264 شخص من البارسيين الزرادشتيين. وسيتوقف  بعد ذلك عن أن يطلق عليه اسم المجتمع على البارسي، وسيتم تسميتهم «بالقبيلة».
يُعزى خمس الانخفاض في عدد السكان البارسي إلى الهجرة. كما أنَّ معدل المواليد هو أبطأ من معدل الوفيات: اعتبارًا من عام 2001 يمثل البارسي البالغين فوق سن 60 عامًا حوالي 31% من المجتمع، في حين أنَّ فقط 4.7% من مجتمع البارسي هم دون سن 6 سنوات، وهو ما يُترجم بحوالي 7 ولادات في السنة لكل 1,000 فرد. وأثيرت مخاوف في السنوات الأخيرة بشأن التراجع السريع للجالية البارسيَّة في الهند.

### الإحصاءات الديموغرافية الأخرى
اعتباراً من عام 2001 كانت نسبة الذكور إلى الإناث حوالي 1,000 من الذكور إلى 1,050 من الإناث، ويرجع ذلك أساساً إلى ارتفاع متوسط العمر للسكان. واعتباراً من عام 2001، كان المعدل الوطني في الهند 1000 من الذكور مقابل 933 من الإناث.
لدى مجتمع الزرادشتيين معدل معرفة القراءة والكتابة عالي. اعتباراً من عام 2001 كان معدل معرفة القراءة والكتابة حوالي 97.9%، وهو أعلى معدل بالمقارنة مع أي مجتمع عرقي - ديني هندي أخر، ويُذكر أن معدل محو الأمية الوطني كان 64.8%. ويقيم حوالي 96.1% من الزرادشتيين الهنود في المناطق الحضرية بالمقارنة مع 27.8% للمتوسط الوطتي.
في منطقة مومباي الكبرى، حيث كثافة البارسيس عالية، حوالي 10% من الإناث البارسيات وحوالي 20% من الذكور البارسيين لا يتزوجون.
لا يزال المجتمع الزرادشتي في الهند واحدًا من أكثر المجموعات شهرة، حيث يلعب المجتمع دورًا في مختلف القطاعات التجارية مثل الصناعة والأفلام والسياسة.

## المجتمعات

### البارسيون

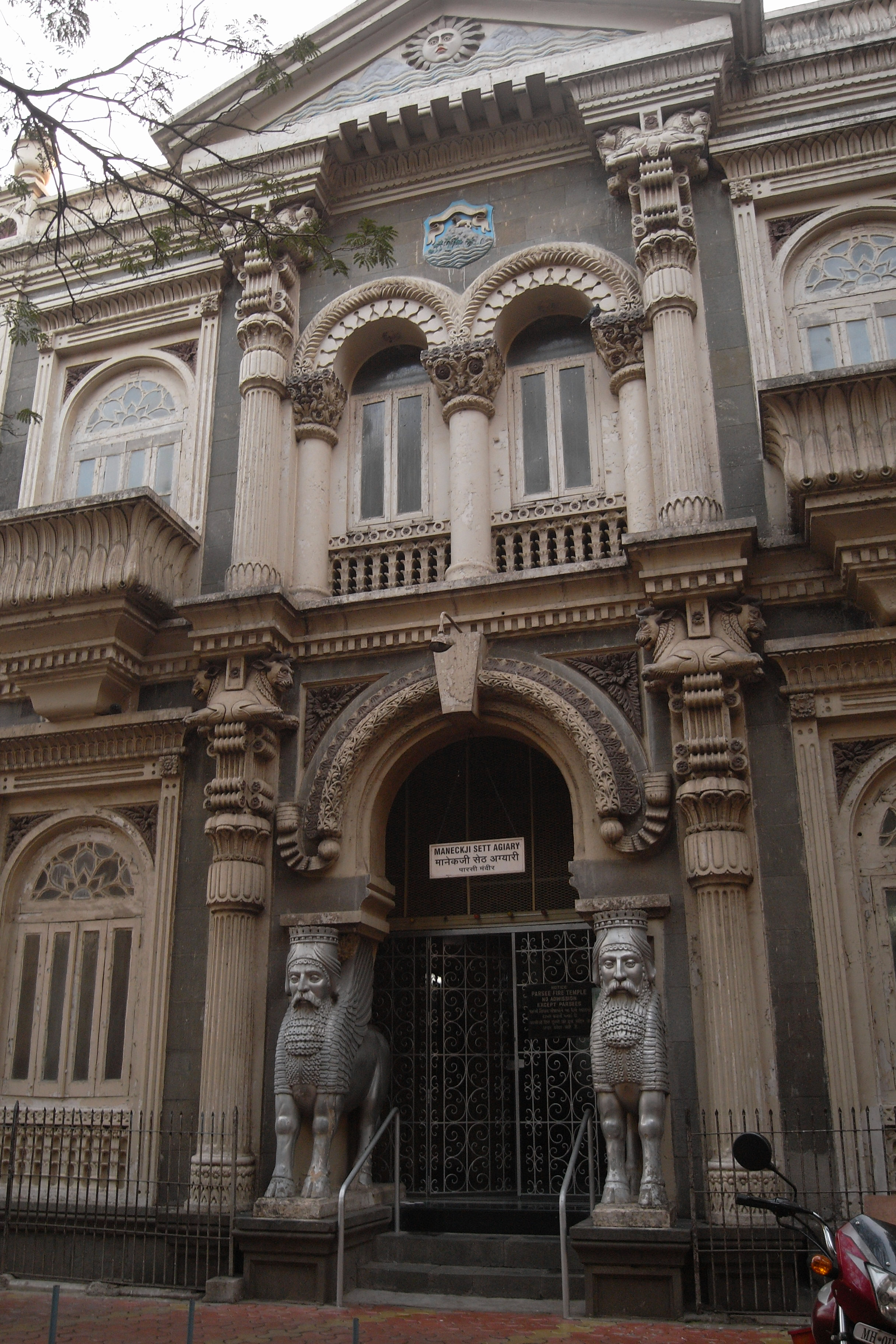
معبد النار لطائفة البارسي في مدينة مومباي.

لغوياً، «بارسي» تعني «فارسي» باللغة الفارسية. والبارسيين هم أحفاد لمهاجرين من بلاد فارس باتجاه شمال غرب الهند بعد أن تصاعد التضييق على الديانة الزردشتية في بلاد فارس في العصر الإسلامي، وهذه الهجرة تؤرخ ما بين القرنين الثامن والعاشر بعد الميلاد. خلال حقبة الإستعمار البريطاني ترك البارسيين كجرات ذات الطابع الريفي باتجاه المستعمرة البريطانية في بومباي، ومن تجار محليين نجح عدد مهم منهم في الانخراط بالتجارة العالمية، وفي صناعة السفن. وإستفادوا من مدارس الإرساليات لتعلم اللغة الانكليزية، وتحولوا منذ القرن التاسع عشر لأكثر جماعة هندية على النمط الغربي والإنكليزي، في معاشها اليومي، وكوسموبوليتية في انتمائها إلى فضاء مدينيّ هو بومباي - بخلاف الطابع الريفي لديانات الهند الأخرى، مع بقائهم جماعة مغلقة توصد أبوابها لمن يعتنق للديانة الزرادشتية وإن لم يتحدّر من الدم الفارسي المهاجر.
ومع بقاء إيران الوطن الروحي الرمزي للبارسيين، لم تسجّل بينهم أي حركة تدعو للعودة إليها، ولو بقي رجال دينهم مهتمين بالتواصل مع الطائفة الزردشتية في يزد، ومساعدتها. ورُغم ضحالتها العددية، لعبت هذه الطائفة دوراً ريادياً استثنائياً في تاريخ الهند الحديثة. وكان بعض البارسيين من رواد تأسيس «المؤتمر الوطني الهندي» نهاية القرن التاسع عشر، مثل ناوروجي. كانوا أول من انتزع عضوية البرلمان البريطاني من الآسيويين، والشيوعي الوحيد الذي دخل هذا البرلمان (شاهبوري ساكلاتفالا). كما أنّ فيروز غاندي زوج أنديرا غاندي ووالد راجيف غاندي من البارسي، مع أن راجيف وأولادهم اختاروا الإنتماء إلى الديانة الهندوسية. ويتصدر البارسي بالثورة التصنيعية في البلاد، من خلال سلالتي «تاتا» و«غودريج»، ويعتبر جامستجي تاتا أبا الصناعة الهندية، ومؤسس المعهد الهندي للعلوم، وباني فندق «تاج محل». وأرتبط البارسي بمفهوم «البرجوازية الوطنية».
ورغم أنّ الكثافة الأكبر للزردشتيين اليوم هي في الهند، من خلال البارسيين، إلا أنّ البارسيين أصغر طوائف الهند، ويتراجع عدد أبنائها بشكل مقلق لاستمرارها، بفعل قلّة الإنجاب داخلها، وحصرها بمن يتحدّر من والدين من أصل زردشتي فارسي، وإستبعاد معتنقي الزردشتية من خارجها. فعلى الرغم من أن الديانة الزردشتية مفتوحة للجميع، إلا أنّ طائفة «البارسي» في الهند قامت بإقفالها، واشترطت أن تكون من أب وأم زردشتية فارسية، ثم أفسحت بالمجال لمن يتزوج من غير زردشتية لأن ينسّب أبناءه للطائفة، فتجرى لهم مناسك الانضمام لها.

### الإيرانيون
معظم إيرانيو الهند هم من المهاجرين الذين وصلوا إلى شبه القارة الهندية خلال القرن التاسع عشر وأوائل القرن العشرين، أي عندما كان يحكمها القاجاريون والذين قاموا بشن حملات اضطهاد ديني قاسية ضد غير المسلمين. ويظل أحفاد المهاجرين أقرب ثقافياً ولغوياً إلى الزرادشتيين في إيران، ولا سيّما الزرادشتيين في يزد وكرمان. وبالتالي تتميز قومية (إيراني) عن القومية الزردشتية الأخرى التي تتواجد في الهند وهي قومية (بارسي) اجتماعياً ولغوياً وثقافياً.

## معرض الصور

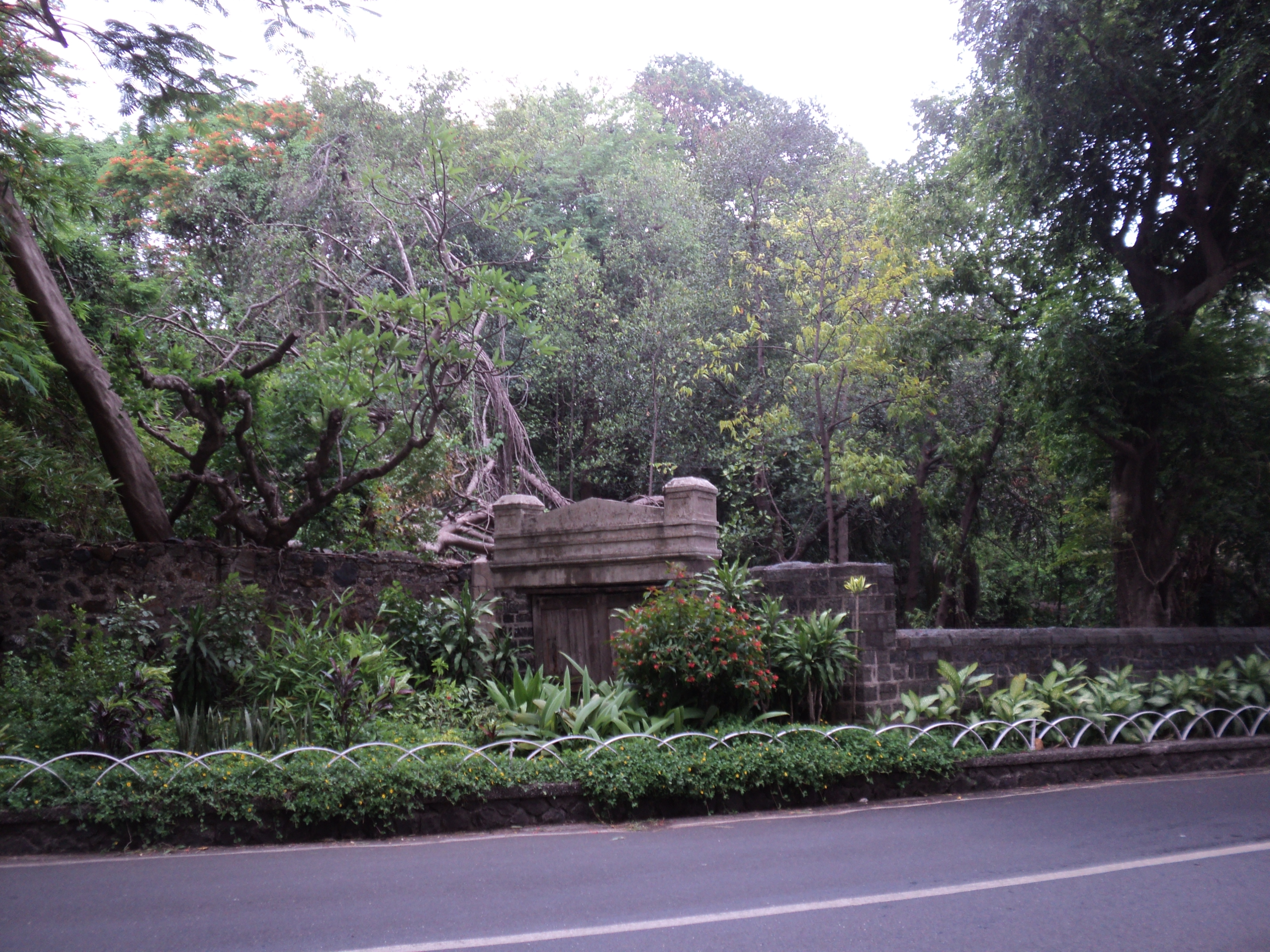
أبراج الصمت في مومباي
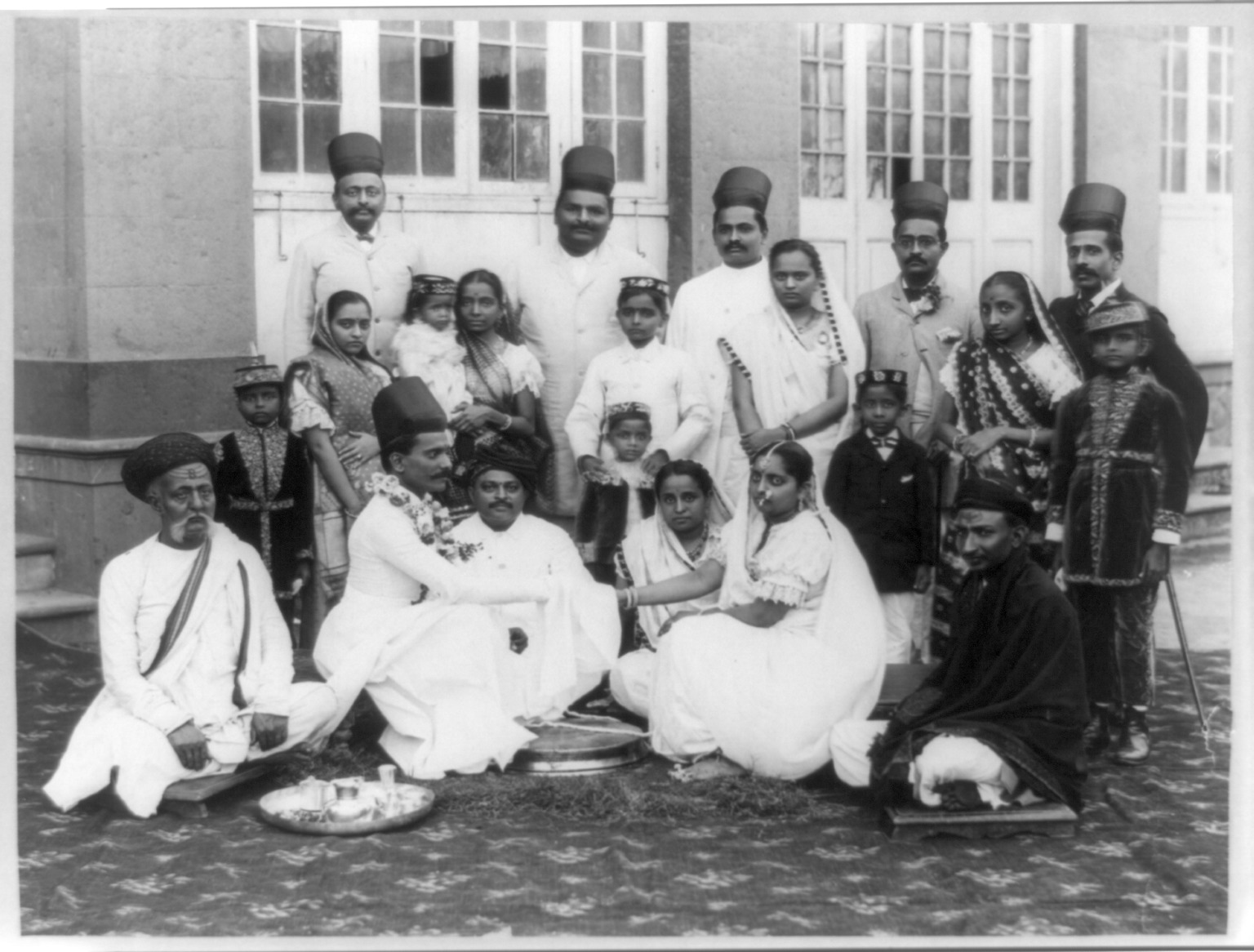
صورة تاريخية لمراسيم زفاف زرادشتية قبل عام 1923
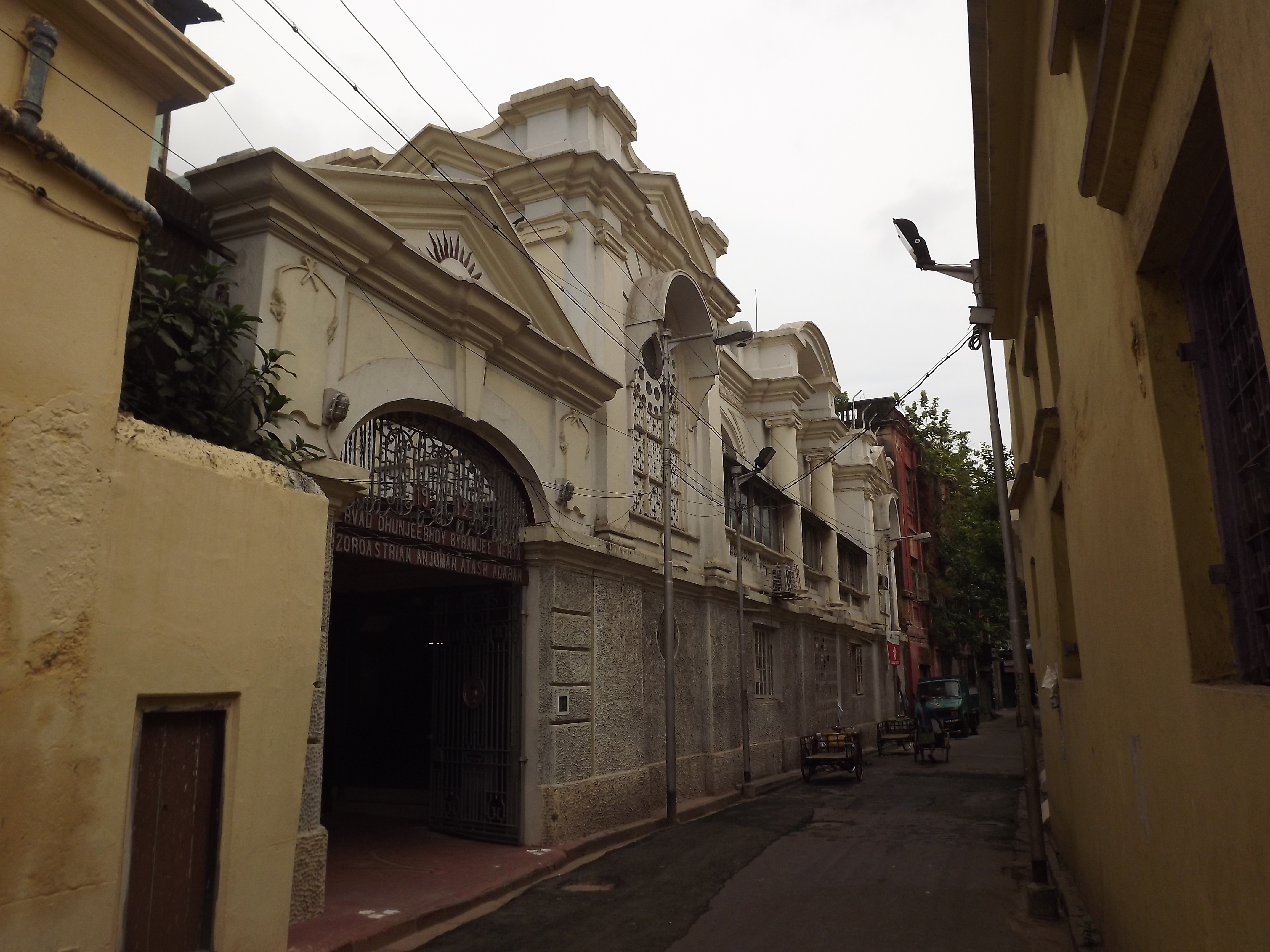
معبد النار في كلكتا
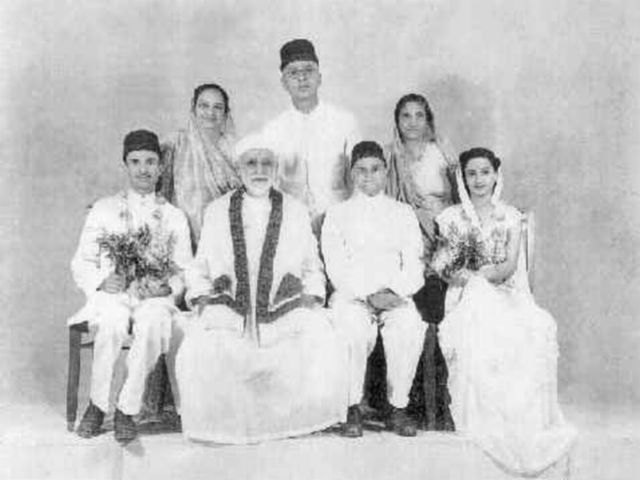
صورة تاريخيَّة لزفاف زرادشتي عام 1948
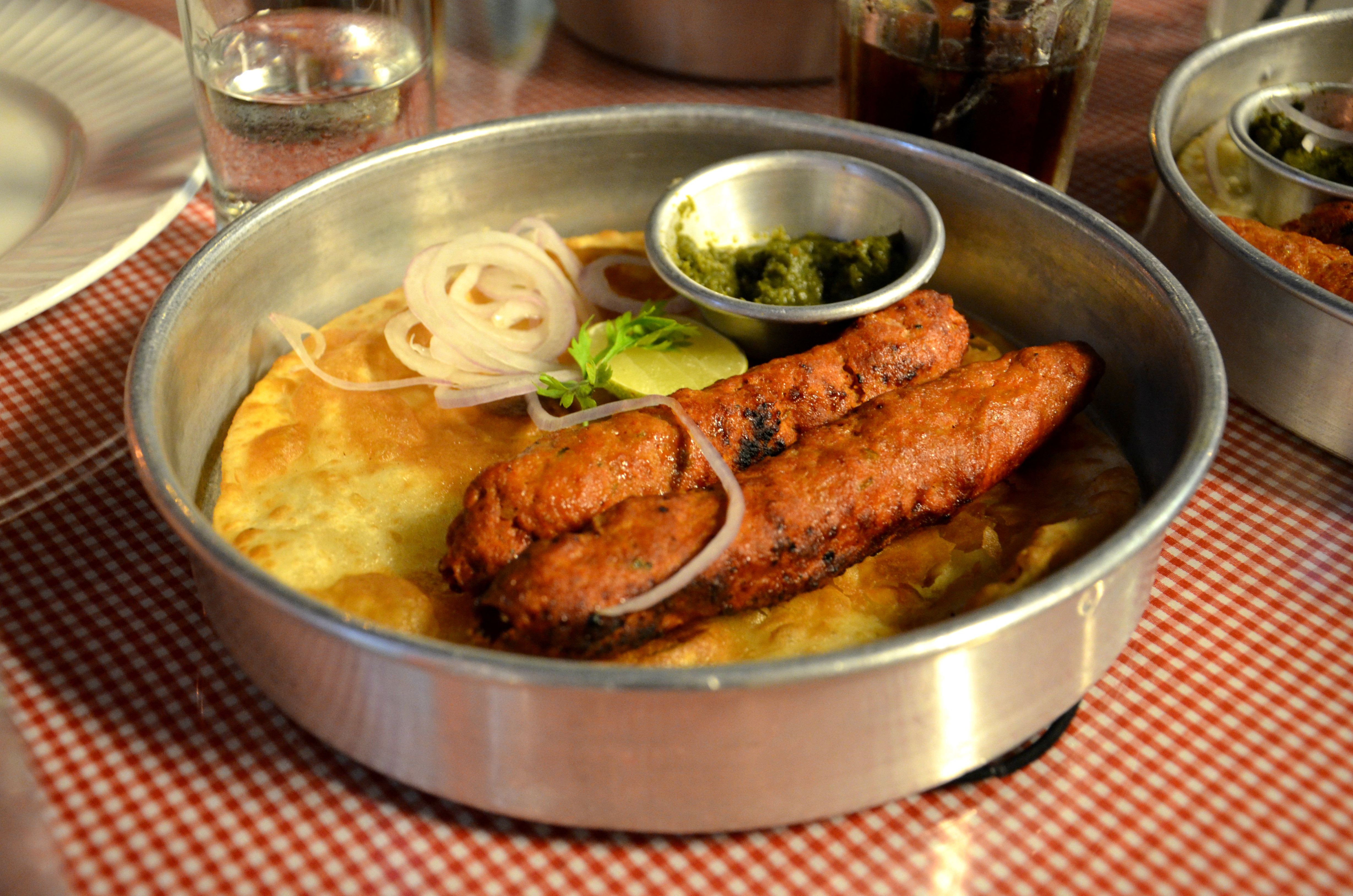
كباب بارتا؛ وهو طبق من المطبخ البارسيّ
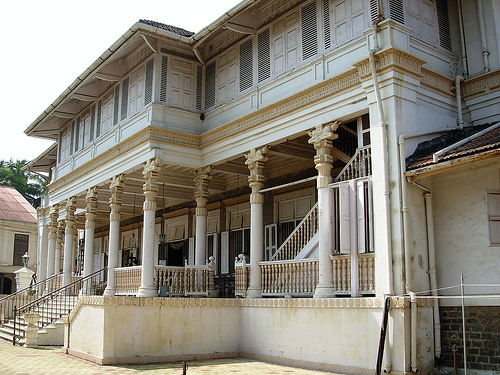
معبد زرادشتي في كجرات
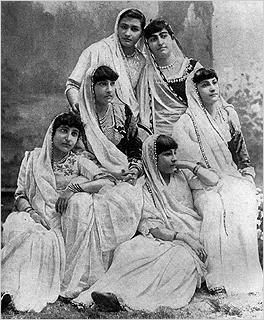
اصورة تاريخية لنساء بارسيات
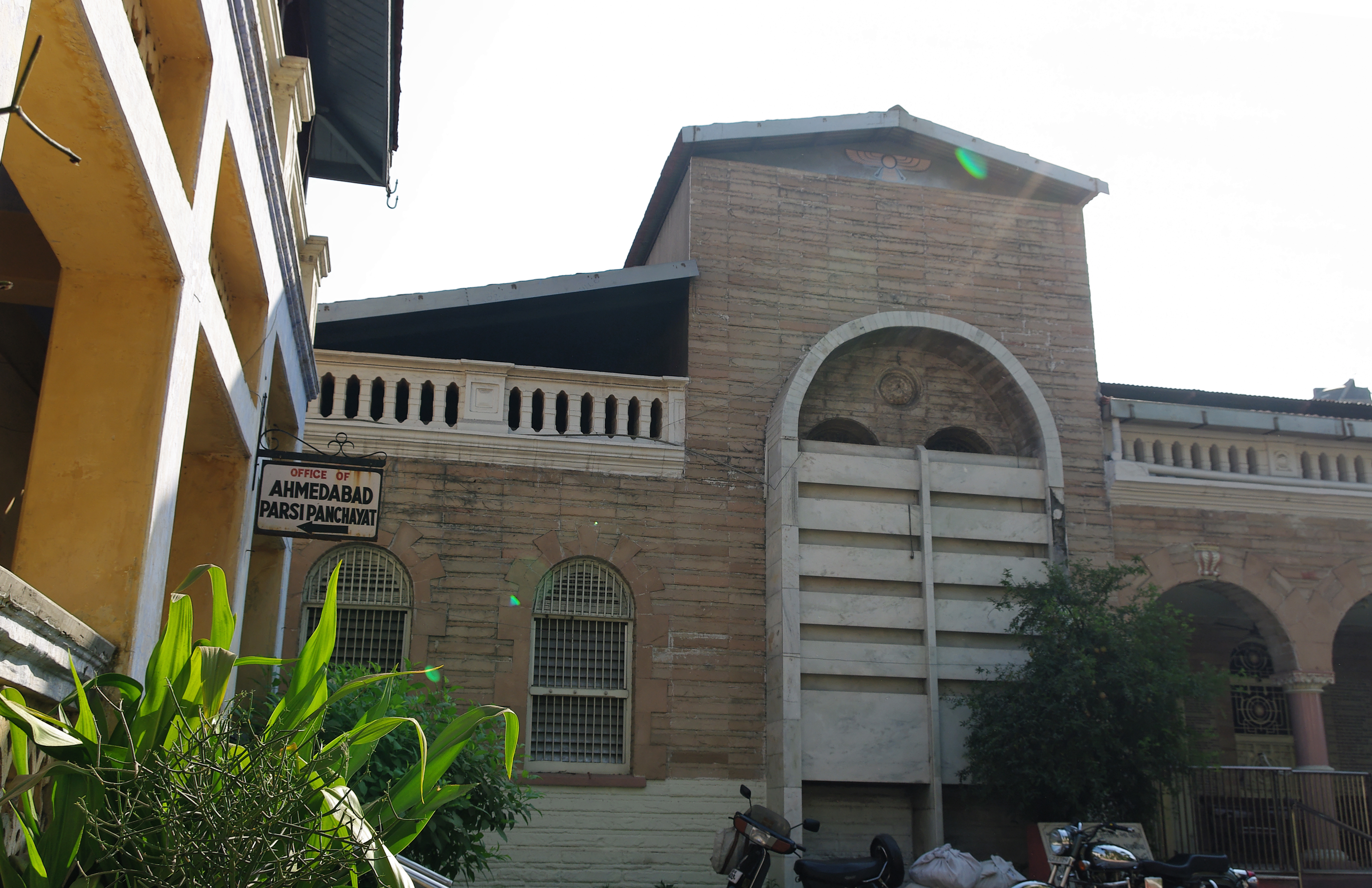
معبد النار في أحمد آباد
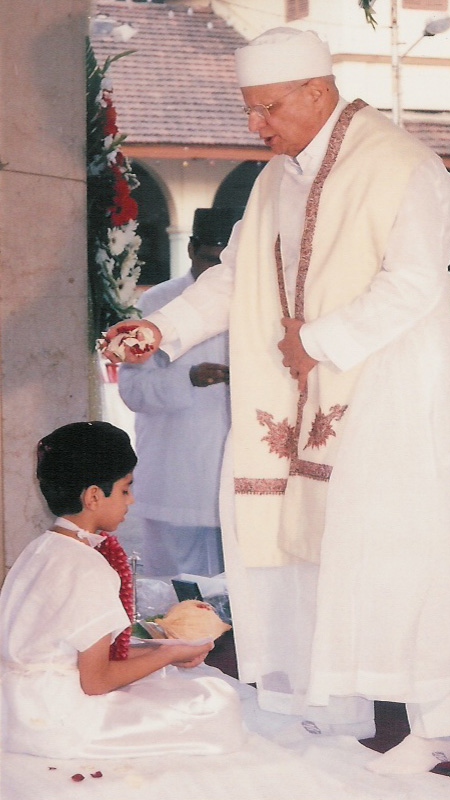
رجل دين يمارس طقس القبول في العقيدة الزرادشتية
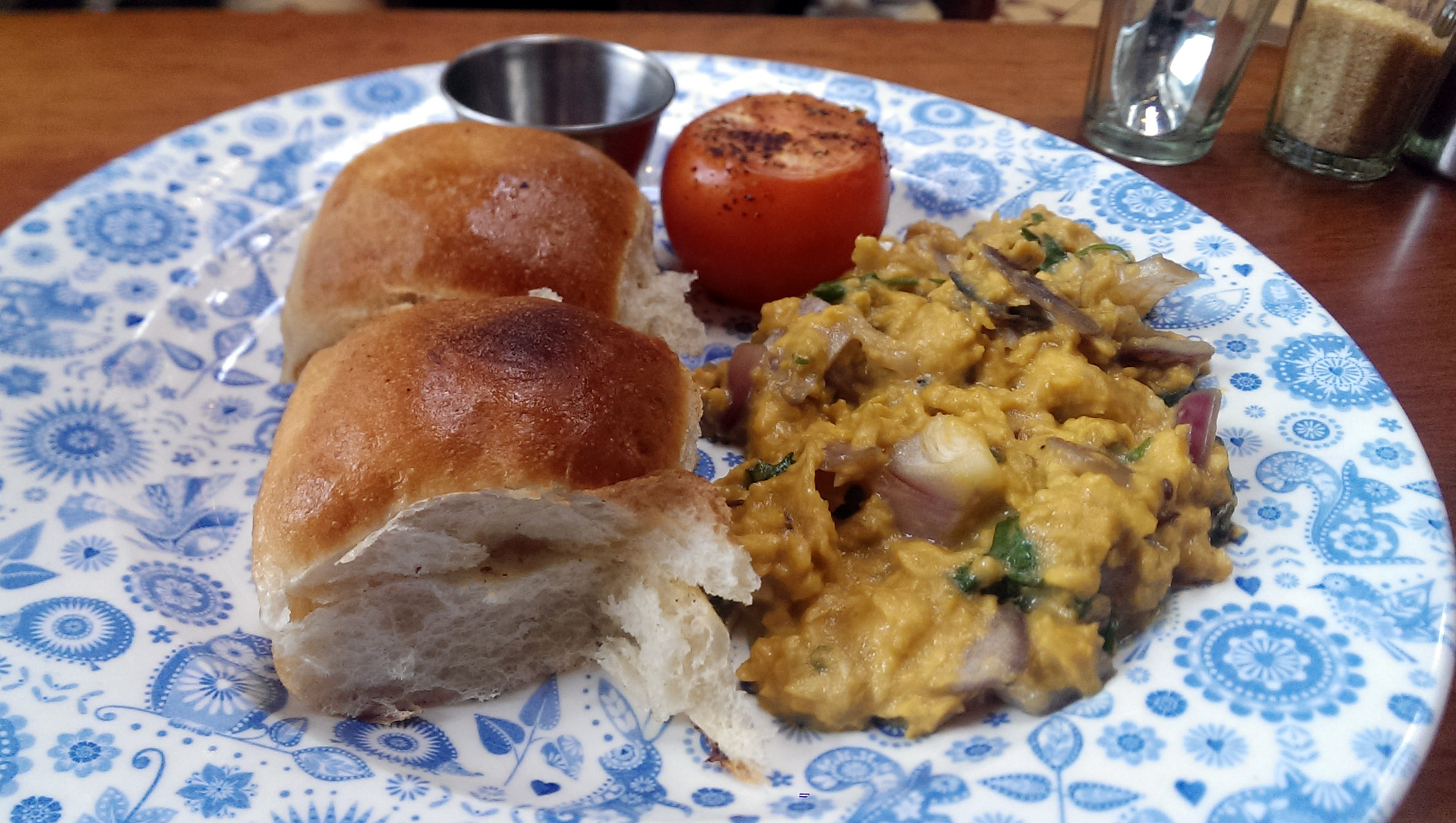
إفطار تقليدي من المبطخ البارسي